# Hämeenlinna (Verwaltungsgemeinschaft)

Lage der Verwaltungsgemeinschaft Hämeenlinna in Finnland

Die Verwaltungsgemeinschaft Hämeenlinna (finnisch Hämeenlinnan seutukunta) ist eine von drei Verwaltungsgemeinschaften (seutukunta) der finnischen Landschaft Kanta-Häme. Zu ihr gehören die folgenden drei Städte und Gemeinden:
- Hattula
- Hämeenlinna
- Janakkala